# ناحیه بایرون، میشیگان
ناحیه بایرون (به انگلیسی: Byron Township) یک منطقهٔ مسکونی در ایالات متحده آمریکا است که در شهرستان کنت، میشیگان واقع شده‌است.
 ناحیه بایرون ۹۳٫۷ کیلومتر مربع مساحت و ۲۰٬۳۱۷ نفر جمعیت دارد و ۲۲۵ متر بالاتر از سطح دریا واقع شده‌است.